# Thomas Erastus
Thomas Erastus (7 septembre 1524 à Baden - 31 décembre 1583 à Bâle) est un médecin et théologien suisse qui soutient que seul l'État détenait une juridiction et que l'Église ne pouvait en exercer.
Ses thèses dites érastiennes sont soutenues par Hugo Grotius.

## Biographie
Erastus étudie la philosophie et la médecine neuf ans. Il est invité en 1557 par le Prince-Électeur Othon-Henri du Palatinat à devenir professeur de la faculté de médecine de l'Université de Heidelberg. Il y acquiert une grande réputation en tant que médecin et enseignant.
Il publie en quatre volumes Disputationes de medicina nova Philippi Paracelsi (1571-1573) où il réclame la peine de mort pour les paracelsiens. Il les dénonce comme hérétiques, magiciens, et empoisonneurs.
Fervent défenseur de la Réforme prônée par le théologien suisse Ulrich Zwingli, Erastus est étroitement associé à son introduction sous le règne de Frédéric III du Palatinat (1559–76).
Dans le débat sur l'Eucharistie, il défend la thèse de Zwingli selon laquelle la présence du corps du Christ n'est que symbolique dans le pain du sacrement au contraire de Luther qui affirme sa présence réelle.
La controverse centrale dans la vie d'Erastus vient de son opposition aux calvinistes du Palatinat qui souhaitent établir un système de discipline de l'Église comparable à celle établie par Jean Calvin à Genève
Quand en 1568 les thèses presbytériennes de gouvernement de l'Église et de pratique de l'excommunication sont présentées à Heidelberg par George Withers, Erastus les réfute par 75 thèses. Malheureusement pour lui, le Prince soutient les thèses presbytériennes et ce système est adopté par décret en 1570.
Pour prix de son opposition, Erastus est excommunié pour deux années et est contraint de quitter Heidelberg. À son retour à Bâle il est nommé professeur de médecine en 1580, Anselme Boece de Boodt (1550-1632) est l'un de ses élèves , puis professeur d'éthique en 1582.

## Utilisation polémique du terme
Le terme érastianisme est utilisé pour la première fois en Angleterre en 1643 par des presbytériens. Il fustige les Églises qui « prostitue[nt] [leur] vertu spirituelle à la raison d'État et au pouvoir temporel ».
Érastianisme est aussi un terme polémique pour décrire l'attitude des Églises des sept conciles à l'égard de l'État.

## Œuvre

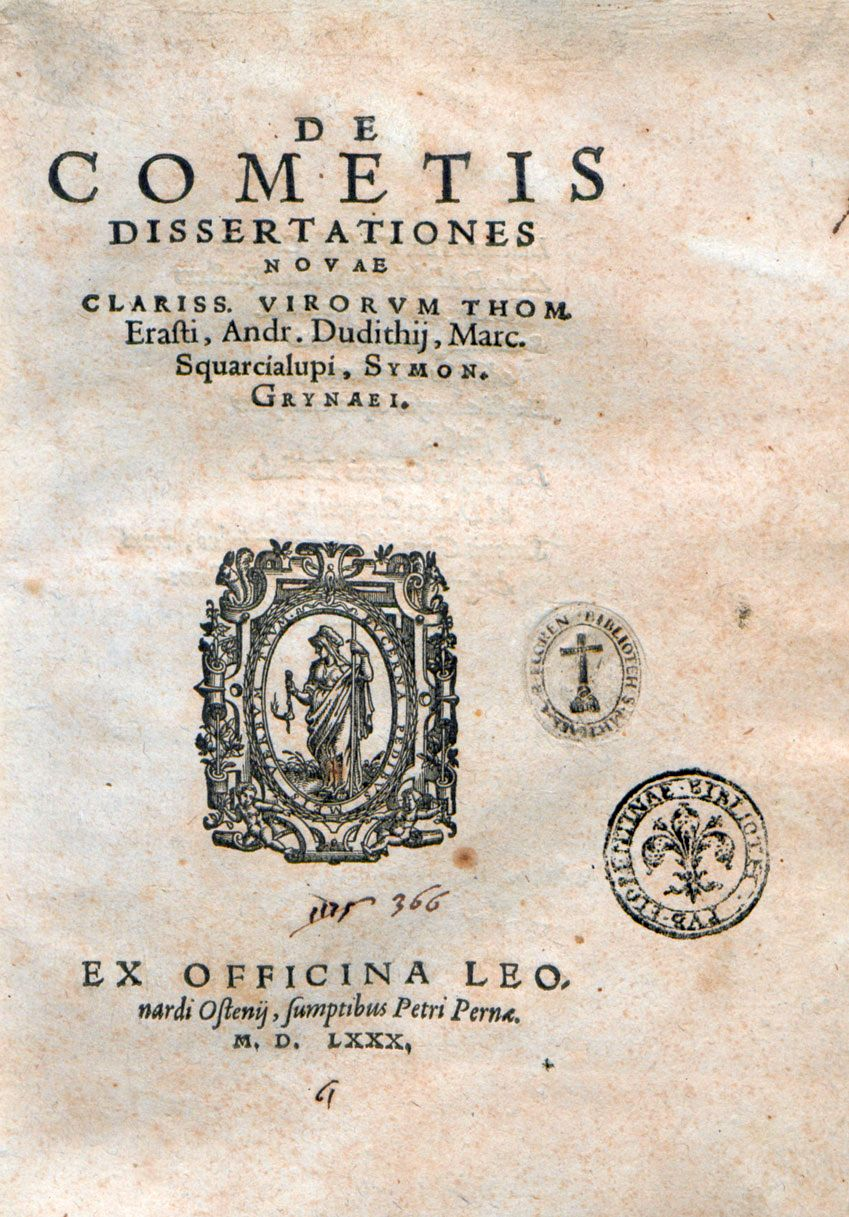
De cometis, 1580

- Thomas Erastus : Repetitio disputationis de Lamiis seu strigibus, Bâle, 1578 (Pouvoir des sorcières et punition qu'elles méritent)
- (la) De cometis, Basel, Peter Perna, 1580 (lire en ligne)

## Biographie
- (de) Wilhelm Gaß, Albert Schumann, « Erast, Thomas », dans Allgemeine Deutsche Biographie (ADB), vol. 6, Leipzig, Duncker & Humblot, 1877, p. 180-182
- (de) Ruth Wesel-Roth, « Erast, Thomas », dans Neue Deutsche Biographie (NDB), vol. 4, Berlin, Duncker & Humblot, 1959, p. 560 (original numérisé).
- « 1472 » dans Johann Heinrich Zedler, Universal Lexicon, vol. 8, Leipzig, 1739 (lire en ligne), p. 767
- (de) Friedrich Wilhelm Bautz, « ERASTUS (Lüber), Thomas », dans Biographisch-Bibliographisches Kirchenlexikon (BBKL), vol. 1, Hamm, 1975 (ISBN 3-88309-013-1, lire en ligne), colonnes 1532-1533 (Article sur Internet Archive)